# Horácio de Almeida (Menschenrechtsaktivist)
Horácio de Almeida (* 16. April 1975 in Uato-Lari, Portugiesisch-Timor) ist ein osttimoresischer Jurist und Menschenrechtler. Von 2015 bis 2018 war er stellvertretender Ombudsmann des Provedoria dos Direitos Humanos e Justiça (PDHJ, deutsch Ombudsrat für Menschenrechte und Recht). Der PDHJ ist die nationale Menschenrechtsinstitution des Landes und ist in der Verfassung als unabhängige Organisation verankert.

## Werdegang
Almeida erhielt 2002 einen Abschluss in Recht beim Programm zu Internationalem Recht der Katholischen Universität von Soegijapranata.
Von Juli 2002 bis Dezember 2003 arbeitete Almeida als lokaler Mitarbeiter in der Rechtsabteilung der Unterstützungsmission der Vereinten Nationen in Osttimor (UNMISET). Dem folgte bis Mai 2003 eine Anstellung beim Außenministeriums Osttimors. Parallel dazu lehrte Almeida von Juli 2002 bis 2007 an der Rechtsfakultät der Universidade de Díli (UNDIL). Von April bis September 2004 schrieb er am Abschlussbericht der Empfangs-, Wahrheits- und Versöhnungskommission von Osttimor (CAVR) mit, der Menschenrechtsverletzungen untersuchte, die zwischen 1974 und 1999 in Osttimor begangen wurden.
Im November 2004 begann Almeida als Direktor für Menschenrechtsthemen bei der Institutional Development Unit und als Nationaler Professional Officer für Rechts- und politische Fragen bei der UNMISET zu arbeiten. Hier blieb er bis August 2005. Direktor für Menschenrechtsthemen war Almeida dann auch beim Büro der Vereinten Nationen in Osttimor (UNOTIL), wo er die Arbeit des neugegründeten PDHJ unterstützte. April 2007 bis April 2010 war Almeida dann in derselben Position bei der Transitional Justice Unit der Integrierte Mission der Vereinten Nationen in Timor-Leste (UNMIT). Im Mai 2010 wechselte er bis zum Ende der UN-Missionen in Osttimor am 31. Dezember 2012 zum nationalen juristischen Personal im Büro für Rechtsfragen der UNMIT. Mitte 2012 unterstützte Almeida im Auftrag der UNMIT die Comissão Anti-Corrupção (CAC).
Von Februar 2013 bis Dezember 2014 war Almeida nationaler Berater beim Gesundheitsministerium Osttimors für Rechtsfragen und Beschaffungswesen. Es folgte von Juni bis Juli 2014 eine Anstellung als nationaler Berater für das osttimoresische Parlamentsprojekt des Entwicklungsprogramm der Vereinten Nationen (UNDP). Am 14. Januar 2015 wurde Almeida zum stellvertretenden Ombudsmann des PDHJ ernannt, für den Fachbereich Menschenrechte, womit er den bisherigen Ombudsmann Silverio Pinto Baptista folgte. 2019 wurde Benícia Eriana Ximenes dos Reis Magno neue Ombudsfrau.